# Chiesa di San Biagio (Caprino Bergamasco)
La chiesa di San Biagio è la parrocchiale di Caprino Bergamasco, in provincia e diocesi di Bergamo; fa parte del vicariato di Calolzio-Caprino.

## Storia
È accertato che già nel 1264 esisteva a Caprino una chiesa, che sorgeva probabilmente nell'area occupata dal sagrato.
Si ha notizia di un rifacimento condotto nel XIV secolo e della successiva consacrazione, officiata nel 1390. 
 Da alcuni documenti del XVI secolo si evince che, accanto alla parrocchiale, esistesse pure una seconda chiesetta, della quale, si ignora il santo titolare.
Da un documento del 1610 si conosce che la facciata presentava un'unica finestra, misurava undici metri di larghezza e ventiquattro di lunghezza, che aveva una sola porta in facciata e due laterali, l'interno era affrescato e aveva la pavimentazione in pietra.
Nel 1639 fu innalzata la cappella laterale della Madonna dello Spasimo  e nel 1649 quella del Suffragio, mentre entro il 1685 venne ingrandito il coro. 
All'inizio del Settecento la chiesa fu ingrandita e abbellita, ma già verso il 1730 si decise di riedificarla ex novo.
La nuova parrocchiale venne costruita tra il 1735 e il 1760 ispirandosi alla chiesa milanese di San Fedele.
 Il 13 novembre 1786 fu emanato il decreto pontificio il quale stabiliva che questa chiesa, già parte della pieve di Brivio, passasse dall'arcidiocesi di Milano alla diocesi di Bergamo; questa disposizione divenne effettiva nel 1787, uniformando i confini ecclesiastici a quelli internazionali dell'epoca fra Repubblica di Venezia, di cui Caprino faceva parte, e il Ducato di Milano, assoggettato agli Asburgo d'Austria.
Da un documento del 1801 si apprende che la chiesa di Caprino era a capo dell'omonima vicaria, della quale facevano parte anche le parrocchie di Sant'Antonio d'Adda, San Gregorio, Monte Marenzo, San Gottardo, San Michele di Torre de' Busi, Villa d'Adda e Villa Sola, ossia tutte quelle rimaste orfane della pieve di Brivio.
Nel 1850 fu installato sulla cantoria, che era stata realizzata da Angelo Cattò, l'organo, prodotto dalla ditta Serassi. 
 La chiesa venne consacrata il 9 novembre 1856 dal vescovo di Lodi Gaetano Benaglia.
 Nel 1861 risultava che i parrocchiani erano 1890 e che la chiesa avesse come filiali gli oratori di San Zenone a Cisano e San Carlo di Valbonaga.
All'inizio del Novecento l'edificio fu oggetto di restauro, concluso nel 1931. 
 Nel 1948 venne demolito l'antico campanile appartenente alla precedente parrocchiale e ricostruito; la nuova torre campanaria, progettata nel 1953 dall'ingegner Luigi Angelini, e terminata nel 1965.
 Il 28 giugno 1971 il vicariato di Caprino venne soppresso e la chiesa passò alla neo-costituita zona pastorale VI, per poi essere aggregata io 27 maggio 1979 al vicariato di Calolzio-Caprino.